# Scyphosyce
Scyphosyce, biljni rod iz porodice dudovki smješten u tribus Dorstenieae. Postoje tri vrste ograničene na tropsku Afriku.

## Vrste
1. Scyphosyce gilletii De Wild.
2. Scyphosyce manniana Baill.
3. Scyphosyce pandurata Hutch.

## Sinonimi
- Cyathanthus Engl.